# Principado de Orange
El principado de Orange fue constituido en 1163 cuando el emperador Federico I Barbarroja concedió al antiguo condado de Orange la plena independencia del Sacro Imperio Romano Germánico. El Principado formó parte de las posesiones de la casa de Orange-Nassau desde el momento en que Guillermo I «el Taciturno» heredó el título de príncipe de Orange en 1544, hasta que finalmente fue cedido a Francia en 1713 en virtud del tratado de Utrecht. 

## Historia
El asentamiento celta de Arausio (el dios celta local del agua) ya existía en este lugar cuando tuvo lugar la batalla de Arausio, que se libró en 105 a. C. entre el ejército romano y las tribus de los cimbrios y los teutones, en el ámbito de la guerra cimbria. 
En Arausio en el 35 a. C. se establecieron los veteranos del ejército romano, después de la victoria de Octaviano, el futuro Augusto, contra el rival Lépido: lo confirma el nombre de la colonia romana, Colonia Julia Firma Secundanorum, es decir Colonia de los hombres de la Segunda, fidelísimos a la gens Iulia. El nombre, hace pensar en una conexión entre los veteranos de una Legio II: sobre la base de una inscripción encontrada en 1953, la denominación se completaría con Legio II Gallica, un epíteto que sugiere, antes del asentamiento, su probable participación también en Galia.  Arausio cubría un área de 690.000 m² y estaba adornado, según fuentes de la época,  con numerosos monumentos, así como de un teatro, un arco de triunfo, además de un monumental complejo de templos y un foro. Fue la capital de una amplia zona del norte de la Provenza, hasta que fue parcelada por los colonos romanos.
La ciudad prosperó, a pesar de que fue saqueada por los visigodos en el 412. Se convirtió en un obispado en el siglo IV, y el castro celta sobre la colina de la ciudad tomó el nombre de San Eutropio, que fue el primer obispo de Saintes. Cristiano de Orange convocó dos sínodos, en 441 y 529, (este último para combatir la herejía del pelagianismo). Los condes carolingios soberanos de Orange tuvieron su origen en el siglo VIII y se unieron más tarde a los Señores de Baux. Con los Condes de Baux, Orange se independizó completamente del Reino de Arlés después de 1033. En el siglo XII, Orange se elevó a principado menor, como feudo del Sacro Imperio Romano Germánico.

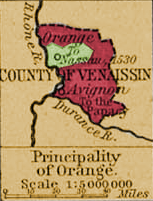
Orange en el Condado Venesino, año 1547.

En 1431, el Principado de Orange recuperó la propia independencia, cuando los condes de Provenza concedieron el Principado de Orange a María de Baux y a Juan de Châlon de Borgoña a cambio de dinero líquido. Continuó como Estado independiente, en los confines del Reino de Francia, hasta 1703.

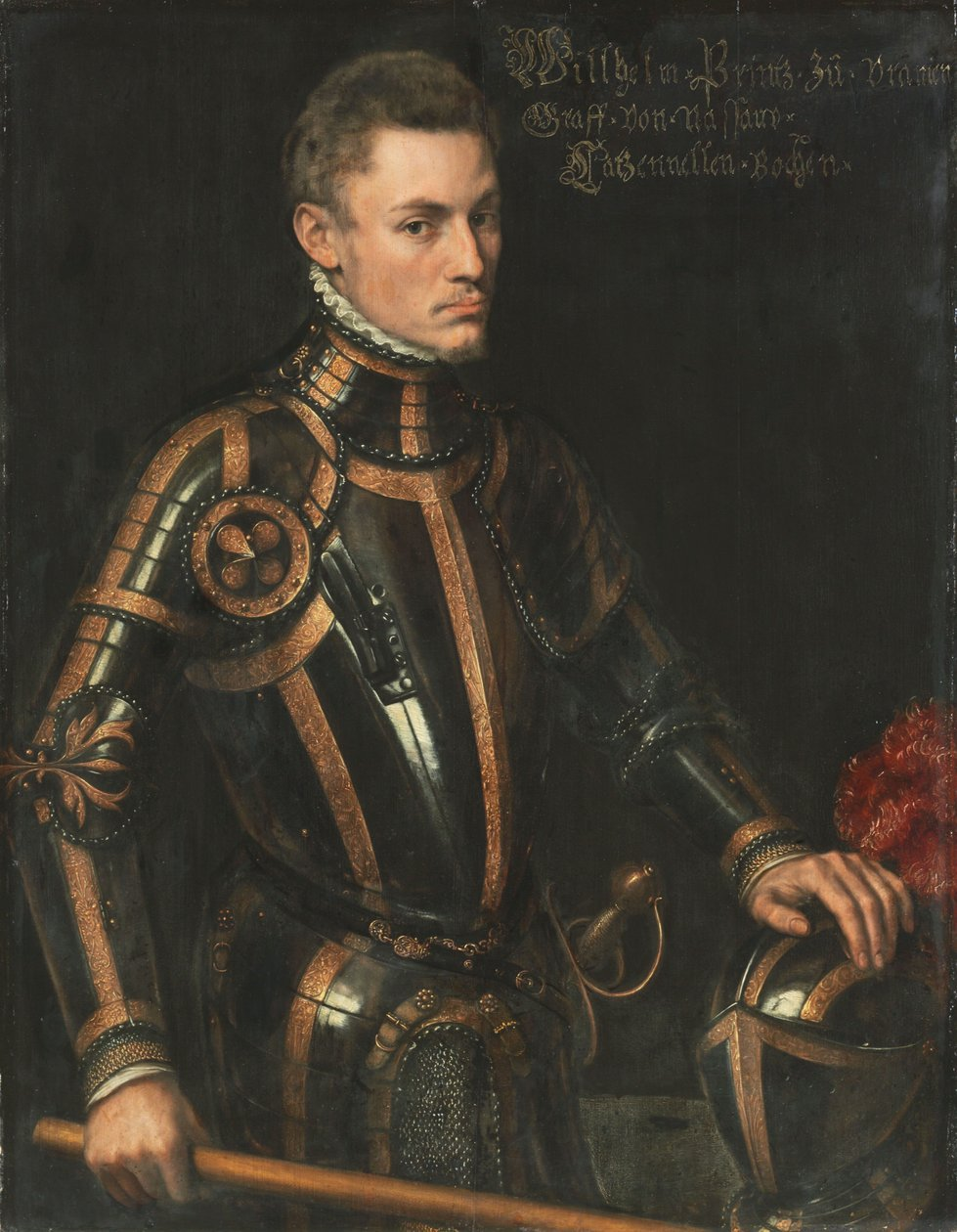
Imagen de Guillermo I el Taciturno.

En 1544, Guillermo I "el Taciturno", conde de Nassau (un castillo alemán), con posesiones en los Países Bajos, heredó el título de Príncipe de Orange. Guillermo, que por entonces tenía once años, era el primo de Renato de Châlon que murió sin herederos, caído en batalla San Dizier en 1544 durante la guerra franco-imperial. René, dejó toda su fortuna en herencia a su joven pariente, entre cuyos dominios se encontraba el Principado de Orange. La madre de René, Claudia, había pedido sin embargo, que el título, antes que pasarlo al joven Guillermo, fuese para Filiberto, su hermano.
Cuando Guillermo heredó el Principado en 1559 (previa ocupación francesa desde 1551), éste se incorporó a las posesiones de la Casa de Orange. Durante las guerras de Religión en Francia,  se vio seriamente dañado por la guerra, siendo ocupada por tropas pontificias provenientes del Condado Venaissin entre 1561-1562 y católicas francesas en 1571, hasta su recuperación por tropas hugonotas en 1572, que lo pierden de nuevo en favor de los católicos en 1584. En 1568, en la guerra de los Ochenta Años, Guillermo deja de apoyar a Felipe II y fue elegido como estatúder de Holanda, en la lucha por la independencia de España. Siendo asesinado en Delft en 1584. Fue su hijo, Mauricio de Nassau (Príncipe de Orange después de la muerte de su hermano mayor católico en 1618), con la ayuda de Johan van Oldenbarnevelt, quien solidificó la independencia de la República Holandesa. Las Provincias Unidas, sobrevivieron para convertirse en los Países Bajos, que aún están gobernados por la Casa de Orange-Nassau.
Como enclave independiente en Francia, el Principado de Orange se convirtió en un destino atractivo para los protestantes y hugonotes. Guillermo III de Orange, que gobernó el Reino Unido como Guillermo III de Inglaterra, fue el último Príncipe de Orange que gobernó directamente el principado. Desde que Guillermo III murió sin hijos en 1702 el Principado se convirtió en un motivo de disputa entre Federico I de Prusia y Juan Guillermo Friso de Orange Nassau-Dietz, ya que ambos reivindicaban el título de Príncipe de Orange. 

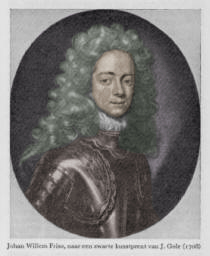
Juan Guillermo Friso.

El principado fue conquistado por las fuerzas de Luis XIV
en 1673, durante la guerra Franco-Holandesa, en 1679, de 1690 a 1697 durante guerra de los Nueve Años, en 1702 y fue cedido finalmente a Francia por Federico I de Prusia en 1713 mediante el tratado de Utrecht que puso fin a la guerra de sucesión española. Federico I, sin embargo, no renunció al título de Príncipe de Orange.
Juan Guillermo Friso de Orange-Nassau, el otro reclamante del principado, no cedió el territorio en 1713. Solo en 1732, con el Tratado de Igualdad, su sucesor Guillermo IV renunció a todas sus reclamaciones sobre el territorio, pero no al título (como Federico I). En el mismo tratado se estipuló una cláusula los dos reclamantes, que establece que ambas casas están autorizadas a utilizar el título.
Tras la Revolución francesa de 1789, el Principado de Orange fue absorbido por el departamento francés de Drôme, a continuación, Bouches-du-Rhône, y por último Vaucluse.
En 1815, el Congreso de Viena, estableció que la Casa de Orange-Nassau reinaría sobre Reino Unido de los Países Bajos.
Hoy en día, tanto Jorge Federico de Prusia y el príncipe heredero holandés, Guillermo Alejandro llevan el título de Príncipe de Orange, en el formulario oficial del Prins van Oranje.

## Territorios que lo constituían
Además de la capital incluía Condorcet, Courthézon, Gigondas, Jonquières, Montbrison-sur-Lez, Montréal-les-Sources, Suze-la-Rousse, Suzette, Tulette y Violès.    

## Usos posteriores
Debido a la conexión con la familia real holandesa, Orange dio su nombre a diversos territorios en el mundo influidos por el holandés, tales como el Estado Libre de Orange en Sudáfrica.  Asimismo la parte naranja de la Bandera de Irlanda inventada en 1848 por los protestantes irlandeses, que agradecieron así la ayuda prestada por Guillermo III de Inglaterra en 1689-91.

## Lista de los príncipes de Orange (1171 - actual)

### Como Estado Soberano de Orange (1171-1702)
Hasta 1340, era habitual que todos los hijos del Príncipe de Orange heredasen este título.
- Primera Casa de los Condes de Orange-Niza

Casa de Baux
- Beltrán I de Baux (1171-1181)

Casa de Baux Orange
- Guillermo I de Baux (1182-1218)
- Raimundo I de Baux (1218-1282)
- Beltrán IV de Baux (1281-1314)

- Raimundo IV de Baux (1314-1340)
- Raimundo V de Baux (1340-1393)

Blasón de los señores, barones y marqueses de Baux.

Blasón de la Casa Châlon-Arlés.

Casa Châlon-Arlés (también Casa de Ivrea o dinastía Anscar)
- María Baux (1393-1417) con su marido Juan III de Chalon-Arlés (1393-1418)
- Luis II de Orange (1418-1463)
- Guillermo II de Châlon (1463-1475)
- Juan II de Châlon-Arlés (1475-1502)
- Filiberto de Chalôns (1502 - 1530)

Casa de Nassau
- René de Châlon (1530-1544), sobrino de Felipe Alberto

Casa de Orange-Nassau (primera creación)

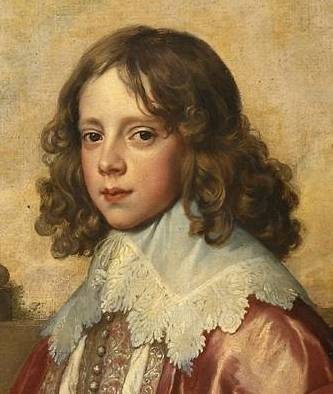
Guillermo II de Orange-Nassau.

- Guillermo I de Orange-Nassau (1544 - 1584) el Taciturno, primo de René de Châlon, también Señor de Breda y Conde de Dillenburg, estatúder de Holanda, Zelanda, etc.
- Felipe Guillermo de Orange-Nassau (1584-1618).
- Mauricio de Nassau (1618-1625), hermano del anterior.
- Federico Enrique de Orange-Nassau (1625-1647), hermano del anterior. El título de Príncipe de Orange era casi sinónimo de Estatúder de los Países Bajos.
- Guillermo II de Orange-Nassau (1647-1650),[8] hijo del anterior

### Como título personal
Casa de Orange-Nassau (segunda creación) 

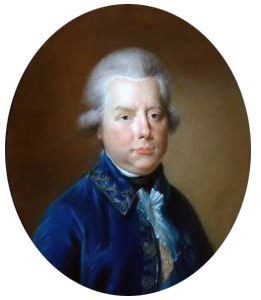
Guillermo V de Orange-Nassau.

- Guillermo III de Orange-Nassau (1650-1702), Estatúder de Holanda y, desde 1688, Rey de Inglaterra y Escocia.
- Juan Guillermo Friso de Orange Nassau-Dietz, descendiente por línea masculina de un hermano de "el Taciturno", y por línea materna de Guillermo "el Taciturno" mismo, Estatúder de Frisia.
- Guillermo IV de Orange-Nassau (1711-1751), estatúder 1747-1751.
- Guillermo V de Orange-Nassau.[9] (1748-1806), Estatúder 1751-1795.
- Guillermo I de los Países Bajos.[10] (1806-1815). Primer Rey de los Países Bajos. Con el establecimiento del Reino de los Países Bajos, el título de Príncipe de Orange se convirtió en el título usado por el heredero al trono, mientras que su hijo o hija tiene derecho príncipe (SSE) de Orange.
- Guillermo II de los Países Bajos[11] (1815-1840).
- Guillermo III de los Países Bajos[12] (1840-1849).
- Guillermo de Orange-Nassau (1849-1879), hijo mayor de Guillermo III.
- Alejandro de Orange (1879-1884), segundo hijo de Guillermo III.

Blasón de la Casa de Mally.

- Guillermo Alejandro de Orange-Nassau.[13] (1967), príncipe heredero de los Países Bajos, hijo de Beatriz de los Países Bajos.

Casa de Hohenzollern
Federico I de Prusia (1702-1713), descendiente por línea materna de Guillermo "el Taciturno", que cedió el Principado de Orange a Francia en 1713.  El título es honorífico para todos sus descendientes.
Casa de Mailly
- Luis de Mailly, nombrado por el rey de Francia.  Pretendientes también todos sus descendientes.

Casa de Borbón-Conti
- Armando de Borbón-Conti, nombrado por el rey de Francia.  Pretendientes también todos sus descendientes.

Actualmente, el título de príncipe o princesa de Orange permanece todavía para los hijos herederos de los reyes neerlandeses, tal es el caso de la hoy princesa honorífica Amalia de Orange (21 años de edad).

## Literatura
En la novela del Curial e Güelfa el rey de Francia otorga al héroe el título de Príncipe de Orange.